# Ауденарде
Ауденарде (на нидерландски: Oudenaarde) е град в Северна Белгия, окръг Ауденарде на провинция Източна Фландрия. Населението му е около 28 500 души (2006).